# 베이츠 칼리지
베이츠 칼리지(영어: Bates College)는 미국 메인주 루이스턴에 위치하고 있는 학부 중심의 자유 인문 대학(리버럴 아츠 칼리지)중 하나이다. 학교가 설립될 당시부터 남녀공학이였으며, 이는 뉴잉글랜드 지방의 최초 남녀공학 대학교로 기록 되었다.
베이츠 칼리지는 1984년부터 최초로 미국의 대학수학능력시험인 SAT 또는 ACT 점수를 요구하지 않고 있으며, 단지 Optional(선택)으로 간주하고 있다. 이 학교에는 현재, 총 1,700명 정도의 학생들이 재학하고 있고, 학사 과정만이 있다.
매년 미국 국내 대학 순위를 발표하는 US News & World Report에서, 2014-15 시즌 미국내 리버럴 아츠 칼리지 19위를 기록했다.
숨겨진 아이비 리그 학교 (Hidden Ivy league school), 리틀 아이비 리그 학교(Little Ivies)라고도 불리며, 300여 명 정도의 학생이 해외교환학생 프로그램을 신청한다.

## 같이 보기
- 메인주의 대학 목록